# 不倫瑞克 (緬因州)
不倫瑞克（英語：Brunswick）是一個位於美國緬因州坎伯蘭縣的市鎮。

## 人口
根據2020年美國人口普查的數據，不倫瑞克的面積為140.74平方千米，當中陸地面積為121.03平方千米，而水域面積為19.71平方千米。當地共有人口21756人，而人口密度為每平方千米155人。